# Штайнхаузен, Рольф
Рольф Штайнхаузен (нем. Rolf Steinhausen; род. 27 июля 1943, Нюмбрехт, Германия) — немецкий мотогонщик, 2-кратный чемпион мира по шоссейно-кольцевым гонкам в классе мотоциклов с колясками, 2-кратный чемпион Германии (1986, 1987).

## Спортивная карьера
Рольф Штайнхаузен дебютировал в мотоспорте в 1961 году благодаря дружбе с чемпионом мира Максом Дойбелем, который и впоследствии поддерживал Штайнхаузену и помогал ему. В частности, первый гоночный мотоцикл с коляской Штайнхаузену безвозмездно отдал именно Дойбель.
В мотогонках уровня Гран-При Штайнхаузен дебютировал в 1972 году вместе с пассажиром Вернером Каппом на мотоцикле König. В 1973 он впервые поднялся на подиум, заняв 3-е место в гонке Isle of Man TT, считавшейся самой сложной в чемпионате. А в 1974-м к Штайнхаузену присоединился опытнейший пассажир Йозеф Губер, уже побеждавший в гонках и бывший бронзовым призёром чемпионата с пилотом Арсениусом Бутчером. С Губером Штайнхаузен одержал первую победу — на Гран-При Бельгии'74. Затем дуэт дважды подряд завоёвывал чемпионский титул на мотоциклах Busch-König. В 1975-м им при этом «подыграл» их основной конкурент, Вернер Шварцель, отказавшийся от участия в гонке на острове Мэн (он посчитал её чрезмерно опасной). Скорее всего, это стоило ему титула — до победы в чемпионате ему не хватило 4 очков.
Штайнхаузен активно выступал до 1979 года с разными пассажирами — Йозефом Губером, Эрихом Хасельбеком, Вольфгангом Калаухом, Кенни Артуром. В 1979-м Штайнхаузен одержал последнюю победу в Гран-При и чуть не выиграл Чемпионат в классе B2A (в том году проводилось два чемпионата для двух классов мотоциклов с колясками), уступив Рольфу Биланду в последней гонке.
С 1980 по 1989 году Штайнхаузен регулярно стартовал в Гран-При с Кенни Артуром, Георгом Виллманном, Херманном Ханном, Вольфгангом Калаухом и Бруно Хиллером. Побед он тоже больше не одерживал, ограничившись несколькими 3-ми местами в гонках. В основном Штайнхаузен сосредоточился на участии в чемпионате Германии, который выиграл дважды — в 1985 и 1986 годах.
Также Штайнхаузен остался одним из немногих пилотов, оставшихся верными гонке Isle of Man TT после того, как в 1976 году её исключили из Чемпионата мира из-за опасности трассы. Он неизменно принимал в ней участие до 1981 года.

## После окончания карьеры
После окончания спортивной карьеры Штайнхаузен основал компанию, занимающуюся автобусными перевозками. Его сын Йорг Штайнхаузен также стал пилотом мотоцикла с коляской. Йоргу так не удалось выиграть чемпионат мира, но в 2002 и 2012 годах он был вице-чемпионом, а также четырежды занимал в чемпионате 3-е место.

## Результаты выступлений в Чемпионате мира по шоссейно-кольцевым гонкам на мотоциклах с колясками
| Легенда к таблице |                                                 |
| --- | ----------------------------------------------- |
| В таблице перечислены результаты всех этапов чемпионата мира, в которых принимал участие гонщик либо пассажир. Строками таблицы являются сезоны, столбцами все гонки этапов чемпионата мира, напарник и мотоцикл. В клетках указаны сокращённое название этапа и результат, клетка дополнительно обозначена цветом. Расшифровка обозначений и цветов представлена в нижеследующей таблице. |                                                 |
| \| Пример \| Описание \| \| ------------ \| ----------------------------------------------- \| \| 1 \| Победитель \| \| 2 \| Второе место \| \| 3 \| Третье место \| \| \| Финишировал в очковой зоне \| \| \| Финишировал вне очковой зоны \| \| НКЛ \| Не классифицирован \| \| Сход \| Не финишировал \| \| НКВ \| Не прошёл квалификацию \| \| НПКВ \| Не прошёл предварительную квалификацию \| \| ДСК \| Дисквалифицирован \| \| ИСК \| Исключён из протокола соревнований \| \| НС \| Не стартовал в гонке \| \| Т \| Травмирован или болен \| \| ОТК \| Отказ от участия \| \| НТР \| Прибыл на соревнования, но на трассу не выезжал \| \| НПР \| Не прибыл к началу соревнований \| \| НД \| Недопущен до старта \| \| О \| Гонка отменена \| \| НУ \| Не участвовал \| \| Поул-позиция \| \| \| Быстрый круг \| \| |                                                 |
| Пример | Описание                                        |
| 1 | Победитель                                      |
| 2 | Второе место                                    |
| 3 | Третье место                                    |
| | Финишировал в очковой зоне                      |
| | Финишировал вне очковой зоны                    |
| НКЛ | Не классифицирован                              |
| Сход | Не финишировал                                  |
| НКВ | Не прошёл квалификацию                          |
| НПКВ | Не прошёл предварительную квалификацию          |
| ДСК | Дисквалифицирован                               |
| ИСК | Исключён из протокола соревнований              |
| НС | Не стартовал в гонке                            |
| Т | Травмирован или болен                           |
| ОТК | Отказ от участия                                |
| НТР | Прибыл на соревнования, но на трассу не выезжал |
| НПР | Не прибыл к началу соревнований                 |
| НД | Недопущен до старта                             |
| О | Гонка отменена                                  |
| НУ | Не участвовал                                   |
| Поул-позиция |                                                 |
| Быстрый круг |                                                 |

| Год        | Пассажир         | Мотоцикл      | 1        | 2        | 3        | 4        | 5        | 6        | 7        | 8        | 9      | 10  | Место | Очки    |
| ---------- | ---------------- | ------------- | -------- | -------- | -------- | -------- | -------- | -------- | -------- | -------- | ------ | --- | ----- | ------- |
| 1972       | Вернер Капп      | König         | GER      | FRA 5    | AUT 4    | MAN      | NED      | BEL 7    | CZE      | FIN      |        |     | 10    | 18      |
| 1973       | Карл Шёрер       | König         | FRA 5    | AUT      | GER      | MAN 3    |          | BEL      | CZE 5    | FIN      |        |     | 6     | 27      |
| 1973       | Эрих Шмиц        | König         |          |          |          |          | CZE 6    |          |          |          |        |     | 6     | 27      |
| 1974       | Карл Шёрер       | Busch-König   | FRA      | GER 4    | AUT      | NAT 3    | MAN Сход |          |          |          |        |     | 4     | 45      |
| 1974       | Йозеф Губер      | Busch-König   |          |          |          |          |          | NED 2    | BEL 1    | CZE      |        |     | 4     | 45      |
| 1975       | Йозеф Губер      | Busch-König   | FRA 4    | AUT 1    | GER 3    | MAN 1    | NED Сход | BEL 1    | CZE 2    |          |        |     | 1     | 57 (75) |
| 1976       | Йозеф Губер      | Busch-König   | FRA      | AUT 1    | MAN 1    | NED 8    | BEL 1    | CZE 4    | GER 2    |          |        |     | 1     | 65 (68) |
| 1977       | Йозеф Губер      | Busch-König   | AUT Сход | GER 6    | FRA НПК  |          |          |          |          |          |        |     | 4     | 44      |
| 1977       | Вольфганг Калаух | Busch-Yamaha  |          |          |          | NED НС   | BEL 2    | CZE 1    | GBR 2    |          |        |     | 4     | 44      |
| 1978       | Вольфганг Калаух | Seymaz-Yamaha | AUT Сход | FRA      | NAT Сход | NED Сход | BEL 4    | GBR      | GER Сход | CZE      |        |     | 14    | 8       |
| 1979 (B2A) | Кенни Артур      | KSA-Yamaha    | AUT 3    | GER 1    | NED 2    | BEL 1    | SWE Сход | GBR 5    | CZE Сход |          |        |     | 2     | 58      |
| 1980       | Кенни Артур      | Bartol-LCR    | FRA 5    | JUG      | NED      | BEL 7    | FIN      | GBR      | CZE      | GER      |        |     | 13    | 10      |
| 1981       | Георг Виллманн   | RSR-Yamaha    | AUT 9    | GER 6    | FRA      | ESP      | NED Сход | BEL      | GBR      | FIN      | SWE    | CZE | 17    | 7       |
| 1982       | Херманн Ханн     | Busch-Yamaha  | AUT      | NED Сход | BEL 6    | GBR      | SWE      | FIN 9    | CZE 4    | SMA 5    | GER    |     | 9     | 20      |
| 1983       | Херманн Ханн     | Busch-Yamaha  | FRA      | GER      | AUT      | NED Сход | BEL Сход | GBR      | SWE      | SMA      |        |     | -     | 0       |
| 1984       | Вольфганг Калаух | Busch-Yamaha  | AUT      | GER      | FRA 8    | NED Сход | BEL Сход | GBR 7    | SWE 11   |          |        |     | 14    | 7       |
| 1985       | Бруно Хиллер     | Busch-Yamaha  | GER 13   | AUT 10   | NED 11   | BEL Сход | FRA 10   | SWE 5    |          |          |        |     | 13    | 8       |
| 1986       | Бруно Хиллер     | Busch-Yamaha  | GER Сход | AUT Сход | NED Сход | BEL 3    | FRA Сход | GBR 11   | SWE 17   | BAD Сход |        |     | 13    | 10      |
| 1987       | Бруно Хиллер     | Busch-Yamaha  | ESP Сход | GER Сход | AUT Сход | NED 5    | FRA Сход | GBR 3    | SWE 4    | CZE Сход |        |     | 7     | 24      |
| 1988       | Бруно Хиллер     | Busch-ADM     | EXP Сход | GER Сход | AUT НС   | NED Сход | BEL 7    | FRA Сход | GBR Сход | SWE Сход | CZE 17 |     | 19    | 9       |
| 1989       | Бруно Хиллер     | Busch         | USA Сход | GER 6    | AUT 8    | NED 5    | BEL 4    | FRA Сход | GBR Сход | SWE 8    | CZE 9  |     | 8     | 57      |

## Результаты выступлений на гонке Isle of Man TT[4]
| Год  | Класс               | Мотоцикл      | Пассажир         | Позиция в классе |
| ---- | ------------------- | ------------- | ---------------- | ---------------- |
| 1973 | Sidecar 500сс TT    | König         | Карл Шёрер       | 3                |
| 1973 | Sidecar 750сс TT    | König         | Карл Шёрер       | 27               |
| 1974 | Sidecar 500сс TT    | König         | Карл Шёрер       | Сход             |
| 1974 | Sidecar 750сс TT    | König         | Карл Шёрер       | Сход             |
| 1975 | Sidecar 500сс TT    | Busch-König   | Йозеф Губер      | 1                |
| 1975 | Sidecar 1000сс TT   | Busch-König   | Йозеф Губер      | Сход             |
| 1976 | Sidecar 500сс TT    | Busch-König   | Йозеф Губер      | 1                |
| 1976 | Sidecar 1000сс TT   | Busch-König   | Йозеф Губер      | 4                |
| 1977 | Sidecar (1-й заезд) | Busch-König   | Вольфганг Калаух | 3                |
| 1977 | Sidecar (2-й заезд) | Busch-König   | Вольфганг Калаух | 3                |
| 1978 | Sidecar (1-й заезд) | Seymaz-Yamaha | Вольфганг Калаух | Сход             |
| 1978 | Sidecar (2-й заезд) | Seymaz-Yamaha | Вольфганг Калаух | 1                |
| 1979 | Sidecar (1-й заезд) | KSA-Yamaha    | Кенни Артур      | Сход             |
| 1979 | Sidecar (2-й заезд) | KSA-Yamaha    | Кенни Артур      | Сход             |
| 1980 | Sidecar (1-й заезд) | Bartol-LCR    | Кенни Артур      | 38               |
| 1980 | Sidecar (2-й заезд) | Bartol-LCR    | Кенни Артур      | Сход             |
| 1981 | Sidecar (1-й заезд) | FKN-Yamaha    | Георг Виллманн   | 18               |
| 1981 | Sidecar (2-й заезд) | FKN-Yamaha    | Георг Виллманн   | 12               |